# 小野篁

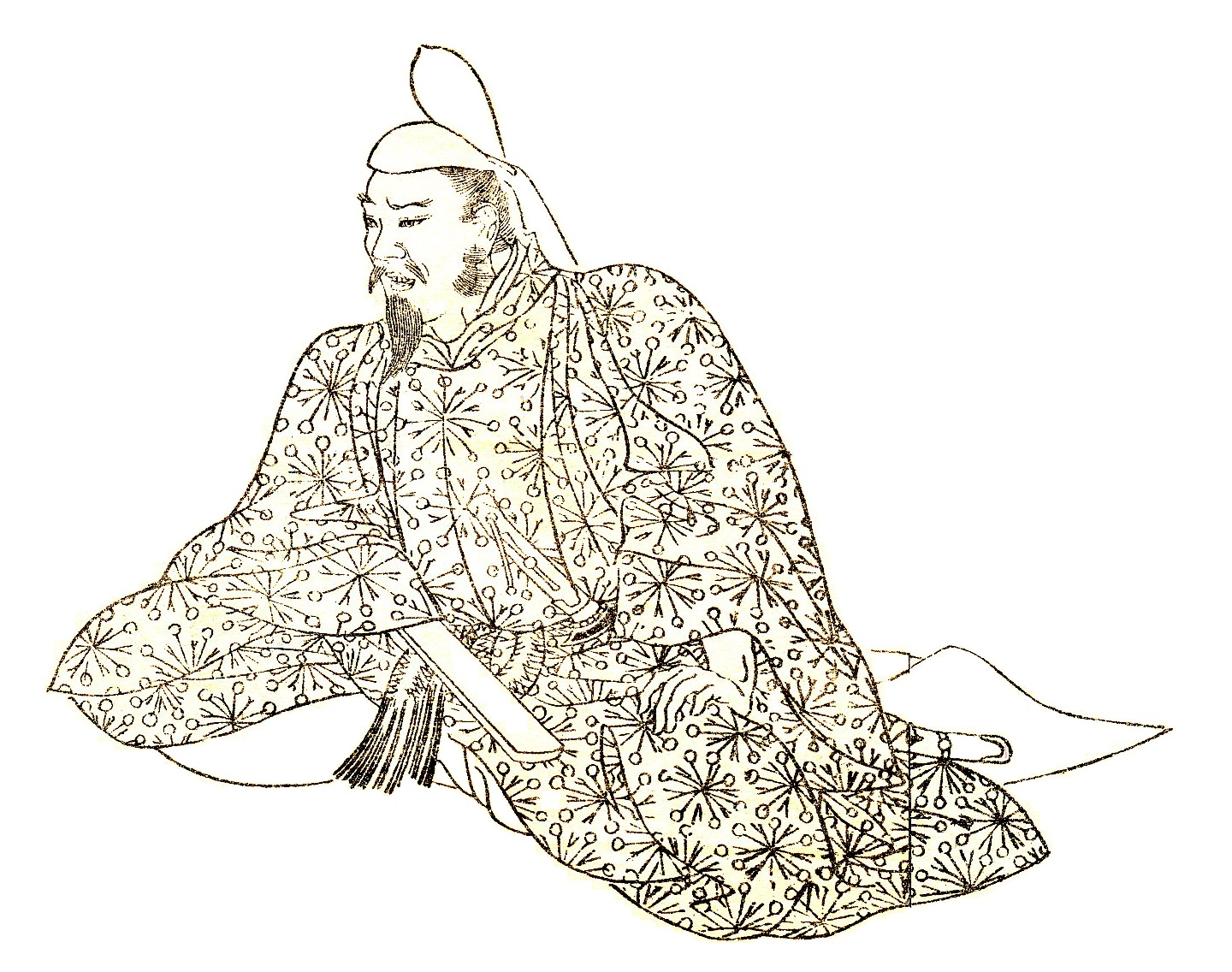
小野篁（『前賢故実』より）

小野 篁（おのの たかむら、延暦21年〈802年〉- 仁寿2年12月22日〈853年2月3日〉）は、平安時代初期の公卿、文人。 参議・小野岑守の長男。官位は従三位、参議。異名は野相公、野宰相、その反骨精神から野狂とも称された。小倉百人一首では参議篁（さんぎたかむら）。

## 経歴
弘仁6年（815年）に陸奥守に任ぜられた父・岑守に従って陸奥国へ赴き弓馬をよくした。しかし、帰京後も学問に取り組まなかったことから、漢詩に優れ侍読を務めるほどであった岑守の子であるのになぜ弓馬の士になってしまったのか、と嵯峨天皇に嘆かれた。これを聞いた篁は恥じて悔い改めて学問を志し、弘仁13年（822年）文章生試に及第した。
淳和朝初頭の天長元年（824年）巡察弾正に任ぜられた後、弾正少忠・大内記・蔵人を経て、天長9年（832年）従五位下・大宰少弐に叙任される。この間の天長7年（830年）に父・岑守が没した際は、哀悼や謹慎生活が度を過ぎて、身体容貌が酷く衰えてしまうほどであったという。天長10年（833年）に仁明天皇が即位すると、皇太子・恒貞親王の東宮学士に任ぜられ、弾正少弼を兼ねる。また、同年完成した『令義解』の編纂にも参画して、その序文を執筆している。
承和元年（834年）遣唐副使に任ぜられる。承和2年（835年）従五位上、承和3年（836年）正五位下と俄に昇叙されたのち、承和3年と翌承和4年（837年）の2回に亘り出帆するが、いずれも渡唐に失敗する。承和5年（838年）三度目の航海にあたって、遣唐大使・藤原常嗣の乗船する第一船が損傷して漏水したために、常嗣の上奏により、篁の乗る第二船を第一船とし常嗣が乗船した。これに対して篁は、己の利得のために他人に損害を押し付けるような道理に逆らった方法が罷り通るなら、面目なくて部下を率いることなど到底できないと抗議し、さらに自身の病気や老母の世話が必要であることを理由に乗船を拒否した（遣唐使は篁を残して6月に渡海）。のちに、篁は恨みの気持ちを含んだまま『西道謡』という遣唐使の事業を（ひいては朝廷を）風刺する漢詩を作るが、その内容は本来忌むべき表現を興に任せて多用したものであった。そのため、この漢詩を読んだ嵯峨上皇は激怒して、篁の罪状を審議させ、同年12月に官位剥奪の上で隠岐国への流罪に処した。なお、配流の道中に篁が制作した『謫行吟』七言十韻は、文章が美しく、趣きが優美深遠で、漢詩に通じた者で吟誦しない者はいなかったという。
承和7年（840年）赦免により帰京し、翌承和8年（841年）には文才に優れていることを理由として特別に本位（正五位下）に復され、刑部少輔に任ぜられる。承和9年（842年）承和の変により道康親王（のち文徳天皇）が皇太子に立てられるとその東宮学士に任ぜられ、まもなく式部少輔も兼ねた。その後は、承和12年（845年）従四位下・蔵人頭、承和13年（846年）権左中弁次いで左中弁と要職を歴任する。権左中弁の官職にあった承和13年（846年）に当時審議中であった善愷訴訟事件において、告発された弁官らは私曲を犯していなくても、本来は弁官の権限外の裁判を行った以上、公務ではなく私罪である、との右少弁・伴善男の主張に同意し、告発された弁官らを弾劾する流れを作った。しかし、後年篁はこの時の判断は誤りであったとして、悔いたという。承和14年（847年）参議に任ぜられて公卿に列す。のち、議政官として、弾正大弼・左大弁・班山城田使長官・勘解由使長官などを兼帯し、嘉祥2年（849年）に従四位上に叙せられるが、同年5月に病気により官職を辞す。
嘉祥3年（850年）文徳天皇の即位に伴い正四位下に叙せられる。仁寿2年（852年）一旦病が癒えて左大弁に復帰するが、まもなく再び病を得て参朝が困難となった。天皇は篁を深く憐れみ、何度も使者を遣わせて病気の原因を調べさせ、治療の足しとするために金銭や食料を与えたという。同年12月には在宅のまま従三位に叙せられるが、間もなく薨去。享年51。最終官位は参議従三位兼行左大弁。

## 人物

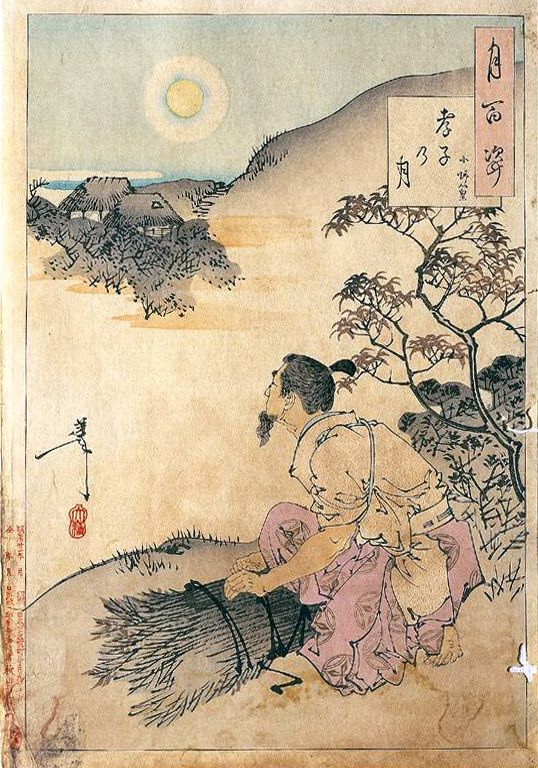
『孝子の月』（月岡芳年『月百姿』）両親のために薪を集める小野篁

『令義解』の編纂にも深く関与するなど明法道に明るく、政務能力に優れていた。また、漢詩文では白居易と対比されるなど、平安時代初期の三勅撰漢詩集の時代における屈指の詩人であり、『経国集』『扶桑集』『本朝文粋』『和漢朗詠集』にその作品が伝わっている。『野相公集』（5巻）があり、鎌倉時代までは伝わったというが、現在は散逸。一方で和歌にも秀で、『古今和歌集』（8首）以下の勅撰和歌集に14首が入集している。歌集として『小野篁集』があるが、内容は物語的で篁以外の手による和歌も含まれており、『篁物語』とも呼ばれる。
書においても当時天下無双で、草隷の巧みさは王羲之・王献之父子に匹敵するとされ、後世に書を習うものは皆手本としたという。
非常な母親孝行である一方、金銭には淡白で俸禄を友人に分け与えていたため、家は貧しかったという。危篤の際に子息らに対して、もし自分が死んでも決して他人に知らせずにすぐに葬儀を行うように、と命じたとされる。
身長六尺二寸（約188cm）の巨漢でもあった。

## 代表歌

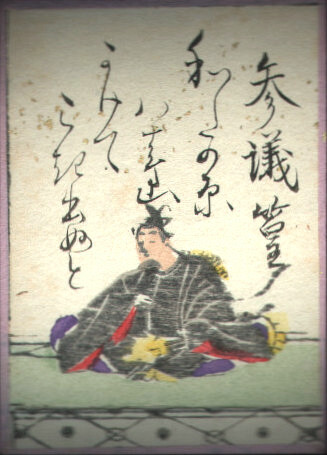
参議篁（小野篁）（百人一首より）

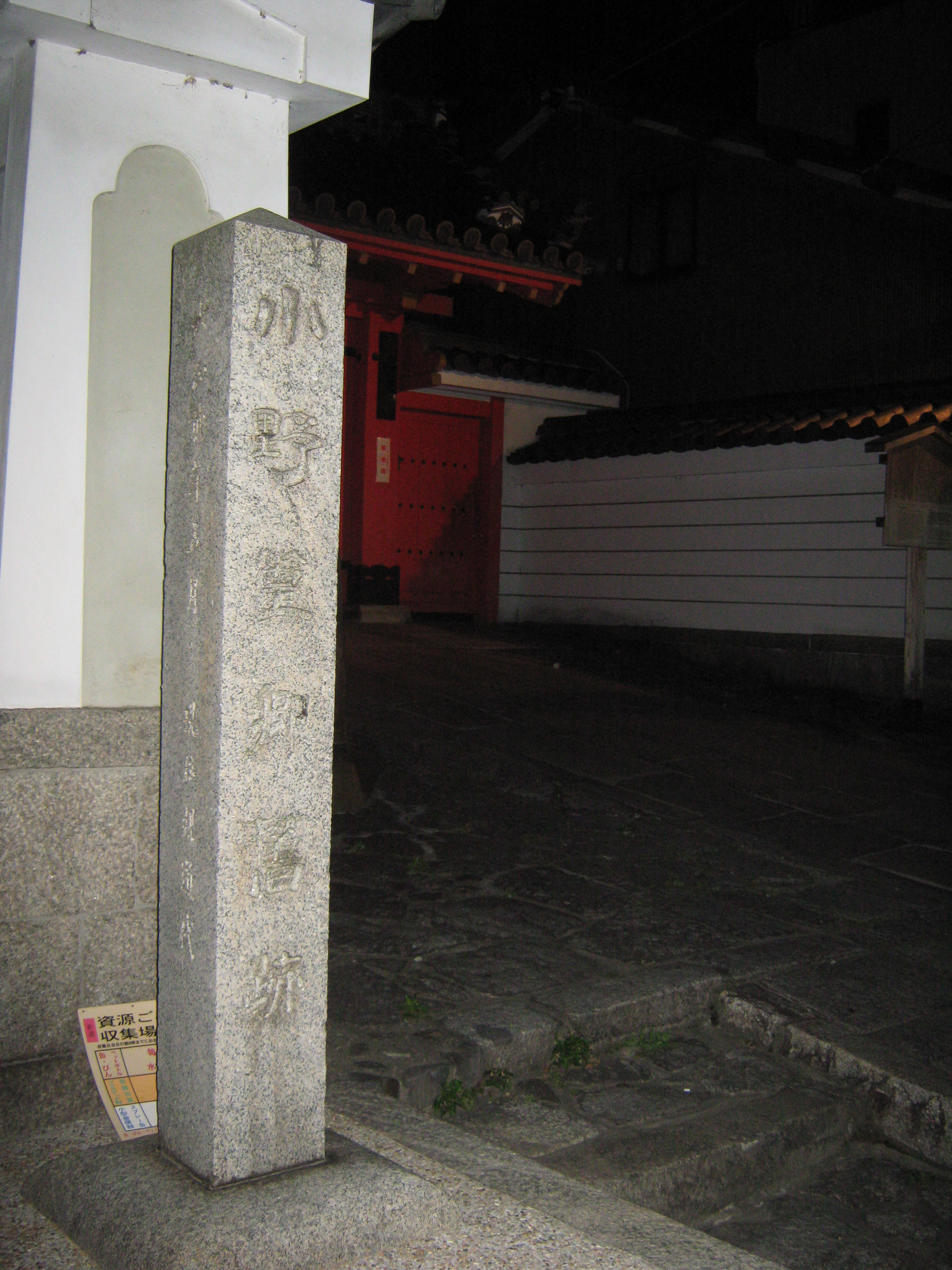
珍皇寺、小野篁卿旧跡、篁の亡霊が珍皇寺門前の六道の辻からに冥府に通ったという伝説がある、京都市東山区

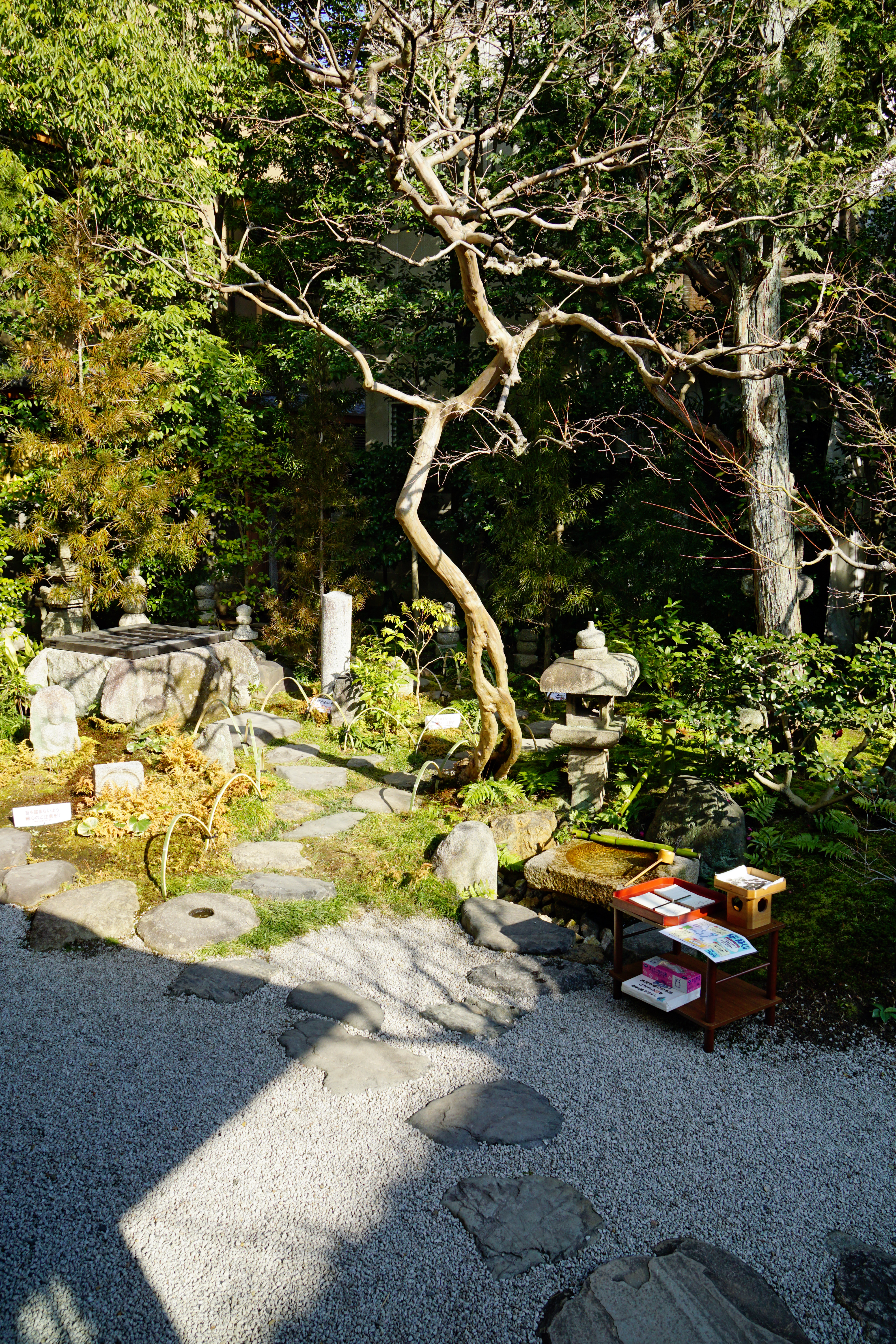
小野篁が地獄と行き来したと言われている井戸、奥の左側、珍皇寺

- わたの原八十島かけて漕ぎ出でぬと人には告げよ海人の釣舟（『百人一首』11番）
- 泣く涙雨と降らなむわたり川水まさりなばかへりくるがに（『古今和歌集』）

## 逸話と伝説
- 篁は昼間は朝廷で官吏を、夜間は冥府において閻魔大王のもとで裁判の補佐をしていたという伝説が『江談抄』、『今昔物語集』、『元亨釈書』といった平安時代末期から鎌倉時代にかけての説話集に紹介され[7]、これらを典拠にして後世の『本朝列仙伝』（田中玄順・編、1867年・刊）など多くの書籍で冥官小野篁が紹介されている。
  - 『江談抄』三の三十九において、藤原高藤が急死した際、閻魔庁の篁によって冥土からの生還を果たしたことが記されている[8]。
  - 『今昔物語集』巻第20第45話「小野篁、情に依り西三条の大臣を助くる語（小野篁依情助西三条大臣語）」によると、病死して閻魔庁に引据えられた藤原良相が篁の執成しに よって蘇生したという逸話が見える。
  - 『元亨釈書』 では、巻の九にある矢田寺（金剛山寺）の滿米（満米）上人[9]の項において、篁が閻魔大王に菩薩戒を授ける人物として上人を紹介する[10]。この物語は「矢田地蔵縁起」として描かれ、京都矢田寺（重要文化財指定、京都国立博物館寄託）[11]、奈良矢田寺（非公開）[12]、奈良国立博物館[13]、根津美術館[14]などに残されている。この伝説に基づき、京都矢田寺の梵鐘を「送り鐘」と称して六道珍皇寺の「迎え鐘」と対の存在としている[15]。
  - 冥府との往還には井戸を使い、その井戸は、京都東山の六道珍皇寺（死の六道、入口）と京都嵯峨の福正寺（生の六道、出口、明治期に廃寺）[18]にあったとされる。また近年六道珍皇寺旧境内から井戸が発見され、六道珍皇寺ではこの井戸を「黄泉がえりの井戸」と呼称している。六道珍皇寺の閻魔堂には、篁作と言われる閻魔大王と篁の木像が並んで安置されている。
- 『江談抄』の藤原高藤蘇生譚（前項目参照）の前段（三の三十八）において、篁は悪ふざけで[19]高藤を百鬼夜行と遭遇させた伝説が語られている。

- 京都市北区にある篁のものと伝えられる墓の隣には、紫式部のものと言われる墓があるが、これは愛欲を描いた咎で地獄に落とされた式部を、篁が閻魔大王にとりなしたという伝説に基づくものである（源氏供養参照）。
- 嵯峨天皇が「無悪善」という落書きを読めと篁に命じたが、篁はなかなか応じようとはしない。さらに天皇が強要したところ、篁は「悪さが（嵯峨）無くば、善けん」（「嵯峨天皇がいなければ良いのに」の意）[20]と読んだ。天皇は、これが読めたのは篁自身が書いたからに違いないと非難し、篁は「どんな文章でも読めます」と弁明したため、では「子子子子子子子子子子子子」を読めと言ったところ、篁は「猫の子の子猫、獅子の子の子獅子」と読み解き事なきを得た（『宇治拾遺物語』巻三「小野篁広才事」[21]）。『江談抄』三の四十二にも類話が見えるが、こちらでは「一伏三仰不来待書暗降雨恋筒寝」を「月夜には来ぬ人待たるかき曇り雨も降らなん恋つつも寝ん」と読み解く[22]。
- 『白氏文集』が御所に秘蔵されていた頃、嵯峨天皇が戯れに白居易の詩の一文字を変えて篁に示したところ、篁は改変したその一文字のみを添削して返したという（『江談抄』四の五）[23]。
- 白居易は、篁が遣唐使に任ぜられた（遣唐使#回数参照）と聞き、彼に会うのを楽しみにしていたという（『江談抄』四の十八）[24]。
- 陸奥守在任中の承和9年（842年）に竹駒神社を創建している。また、六道珍皇寺を創建したとの説もある。
- 伊具郡川張村（丸森町川張）の地名は篁がイノシシを退治したという逸話にちなむ[25]。
- 晩年の仁寿2年(852年)には一本の桜の大木から京都六地蔵を彫り上げて大善寺に安置したととされる。
- 『野馬台詩（歌行詩）』の注釈によれば、竹から生まれたのはかぐや姫だけでなく、小野篁も竹から生まれたという。

## 官歴
注記のないものは『六国史』による。
- 弘仁13年（822年） 春：文章生試及第
- 天長元年（824年） 9月[26]：巡察弾正
- 天長2年（825年） 3月[26]：弾正少忠
- 天長5年（828年） 8月[26]：大内記
- 天長7年（830年） 正月：蔵人[26]。2月[26]：式部少丞
- 時期不詳：正六位上
- 天長9年（832年） 正月7日：従五位下。正月11日[26]：大宰少弐
- 天長10年（833年） 3月13日：東宮学士（皇太子・恒貞親王）。3月24日：弾正少弼
- 承和元年（834年） 正月13日：美作介[26]。正月19日：遣唐副使
- 承和2年（835年） 正月7日：従五位上。正月11日：兼備前権守、副使少弼如元。2月7日：刑部少輔[26]
- 承和3年（836年） 正月7日：正五位下。7月5日：刑部大輔[26]
- 承和5年（838年） 12月15日：遠流（隠岐国）。12月27日：位記没収
- 承和7年（840年） 2月14日：召還。6月17日：入京
- 承和8年（841年） 閏9月19日：復位（正五位下）。10月15日：刑部大輔[26]
- 承和9年（842年） 6月：陸奥太守。8月4日：東宮学士（皇太子・道康親王）。8月11日：式部少輔
- 承和12年（845年） 正月7日：従四位下。7月：蔵人頭[26]
- 承和13年（846年） 5月23日：権左中弁。9月14日：左中弁
- 承和14年（847年） 正月12日：参議。4月23日：兼弾正大弼
- 承和15年（848年） 正月13日：兼左大弁信濃守。2月3日：兼班山城田使長官。4月3日：兼勘解由使長官
- 嘉祥2年（849年） 正月7日：従四位上。5月：辞官、停左大弁[26]
- 嘉祥3年（850年） 4月17日：正四位下。10月：止勘解由長官[26]
- 嘉祥4年（851年） 正月11日：兼近江守
- 仁寿2年（852年） 正月10日[26]：左大弁。12月19日：従三位。12月22日：薨去（参議左大弁従三位）

## 系譜
注記のないものは『尊卑分脈』による。
- 父：小野岑守[2]
- 母：不詳
- 妻：藤原三守の娘
- 生母不明の子女
  - 男子：小野俊生
  - 男子：小野良真（または良貞・良実） - 小野小町の父[27]
  - 男子：小野葛絃[28] - 大宰大弐。小野好古・道風の父
  - 男子：小野忠範
  - 男子：小野保衡[29][30] - 武蔵七党の猪俣党・横山党が子孫を名乗る。
  - 男子：小野利任[29] - 森本氏、羽束氏[31]、安福氏が子孫を名乗る。

武蔵七党の猪俣党や横山党などの武士は小野篁の子孫を称して、小野にちなんで「野太郎」「小野太」などと称している。また、それからの転化で「弥太郎」や「小弥太」と称した者もいる。なお、猪俣党や横山党の出自については、小野篁の後裔とするもののほか、武蔵国造の末裔とする説もある（詳細は猪俣党・横山党の各項を参照）。

## 旧跡

### 墓所

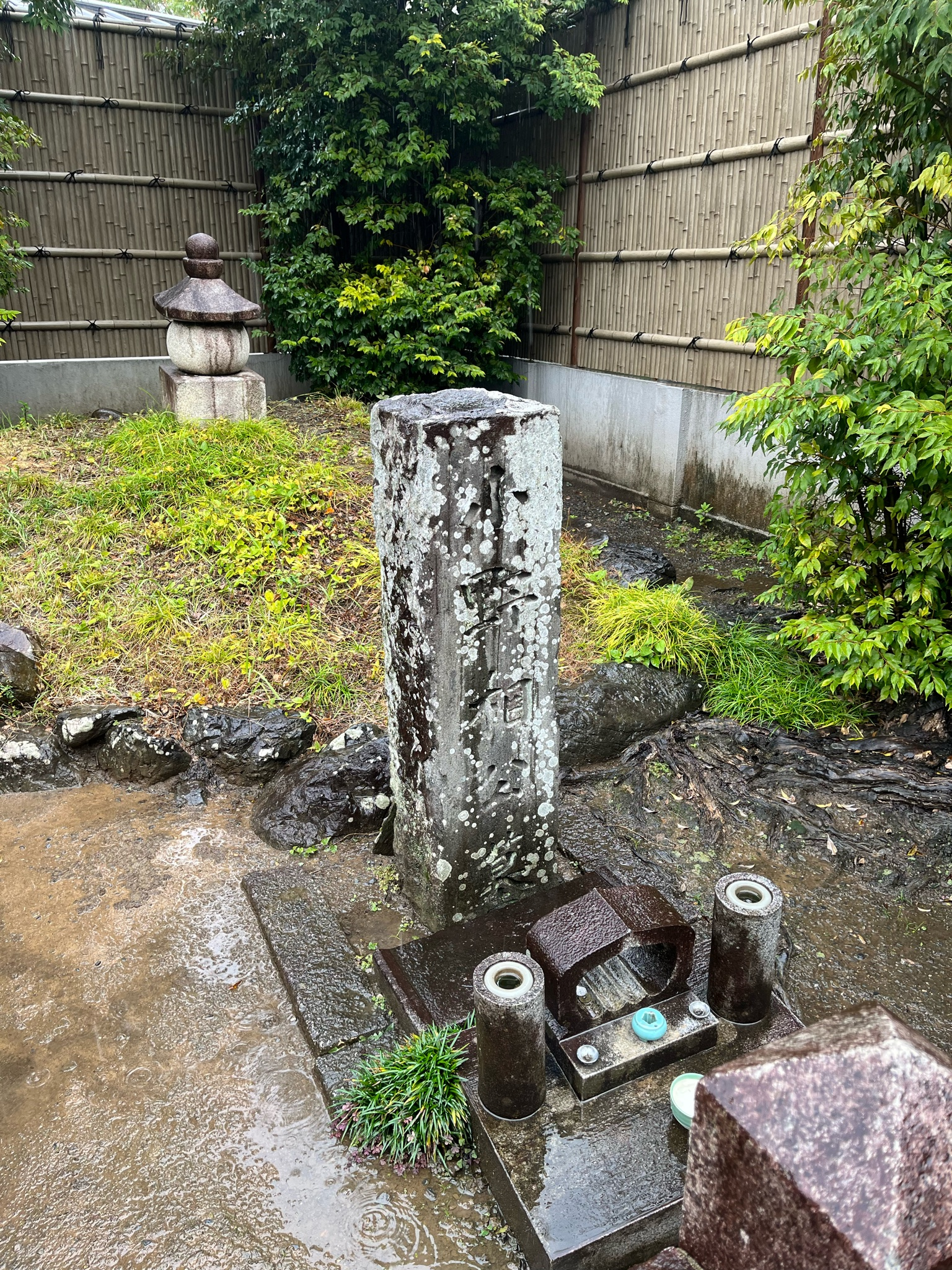
小野篁卿墓・紫式部墓所

京都市北区紫野西御所田町の島津製作所紫野工場の一角に、紫式部のものと隣接した墓所がある。
加賀・前田藩の家臣で、小野篁の子孫と称する横山政和が小野篁の墓が荒れているのを歎き、塋域に石柵を設け、墓標を設けた際にこの碑を建てたものであるという。
- この塋域の土地の所有者は大徳寺の芳春院である。

- 墓を守っているのは「紫式部並小野相公顕彰会」を主催している市川恵一である。[33]

### 神社
- 小野篁神社 - 滋賀県大津市に所在する。
- 小野照崎神社 - 東京都台東区に所在する。
- 小野神社 - 東京都町田市に所在する。

### 寺院
- 六道珍皇寺 - 京都市東山区

## 伝説
広島県東広島市河内町入野（にゅうの）地区には小野篁の伝説があり、生誕地とされる篁山竹林寺ほか所縁の地がある。
伝説ではこの山の麓に八千代という女性がおり、八千代は常に竹林寺の本尊 千手観音を信仰し、千日の参詣を続け満願の日の夜半に堂宇の中から童子が現れ五色の玉を彼女に授けた。やがて八千代は延暦２１年（８０２）の春、男子を出産。そのとき自ら「吾はこれ篁なり」と名乗ったという。篁が１２歳の時、東の平安京をめざして郷里を出発し、都での篁はいよいよ勉学に励み、学芸、詩歌に優れ、その誉は天下に知れ渡った。１８歳になり、篁は関白小野大臣良相の娘と結婚して小野家を継ぎ、「小野の篁」と号した、となっている。
- 竹林寺（広島県東広島市河内町入野３１０３）　‐　山号は「篁山（こうざん）」。『竹林寺縁起絵巻』（広島県重要文化財）によると、天平2年（730）に行基菩薩によって開基されたといい、最初は「桜山 花王寺」と号していたという。その後弘仁11年（820）小野篁の奏上により嵯峨天皇が七堂伽藍を建立し、天暦５年（951）小野篁の由緒から篁山竹林寺と改められたという。本堂は杮葺きで室町期の建築（国重文）。本堂の左右に護摩堂、十王堂が渡り廊下で繋がっている。境内には「篁堂」があり、小野 篁像が奉安されている。
- 篁水（広島県東広島市河内町入野１７０１）　‐　竹林寺のある山の麓にある湧水。飲用可。
- 産湯川神社（広島県東広島市河内町入野）　‐　山陽本線「入野」駅の南、入野川と入寺川との三角州状になった地にある。国道432号線から脇道に入り、宇多都宮八幡神社の注連柱の向かいに看板がある。高架下を通り田地を抜けた先にある。現地には鳥居と社殿、井戸跡と思しき遺構と大正期の玉垣が遺る。

## 小野篁に関連する作品
- 『篁物語』 - 説話集と誤解されることもあるが後世の創作物。
- 『最後の遣唐使 副使を蹴った男小野篁』渡辺郁子
- 『冥界伝説 たかむらの井戸』たつみや章
- 『札屋一蓮!』さくまゆうこ
- 『鬼の橋』伊藤遊
- 『篁破幻草子』結城光流
- 『篁・変成秘抄シリーズ』藤川桂介
- 『総門谷R（鵺編・小町変妖編・白骨編）』高橋克彦
- 宝塚歌劇団星組バウホール公演『花のいそぎ』
- 『王都妖奇譚』岩崎陽子 - 小野篁の曾孫で、死霊を狩る冥府の役人の役割を引き継いだという小野氷月なる架空の人物が登場するほか、小野篁本人も霊体で登場する。
- 『鬼灯の冷徹』江口夏実
- 『真・女神転生 エル・セイラム』西谷史
- 『小野妖怪よろず相談処シリーズ』鋼雅暁
- 『からくさ図書館来客簿シリーズ』仲町六絵
- 『超訳百人一首 うた恋い。』杉田圭
- 『地獄の沙汰も彼次第』秋里和国
- 『飛天闘神譚-異伝・小野篁』冬木亮子
- 『十津川警部 京都から愛をこめて』西村京太郎
- 『小野篁 那由他之獄焔』猪俣樒
- 『六道の使者-閻魔王宮第三冥官・小野篁』鈴木麻純
- 『冥官小野篁 -浦嶋子伝説と真井御前-』与毛星和
- 『半助喰物帳』原作:草香去来 絵:灯まりも
- 『戯場國の怪人』乾緑郎